# フリンデルシエッラ
フリンデルシエッラ（Flindersiella）は、2011年9月に記載された真正細菌の属である。タイプ種はフリンデルシエッラ・エンドピュティカFlindersiella endophytica。
本種はグレー・ボックス（Eucalyptus microcarpa）と呼ばれるユーカリの根の内部共生放線菌としてオーストラリアで発見された。属名は、宿主ユーカリが生えていたフリンダース大学（Flinders University）にちなむ。また、タイプ種の種形容語は、内部共生菌を意味するラテン語の派生形容詞である。